# Джоджуа, Шота Эвтимович
Шота Эвтимович (Еквтимович, Элефтинович, Элевтинович) Джоджуа (22 сентября 1922, Тифлис — ?) — советский футболист, защитник. Мастер спорта СССР (1946). Композитор.

## Биография
С 1939 года играл в «Локомотиве» Тбилиси. В 1940 году провёл 13 матчей в чемпионате СССР. В 1942—1944 годах был в составе «Динамо» Тбилиси. в 1946—1948 годах играл за ДО Тбилиси. В 1950 году сыграл три матча в чемпионате СССР за «Спартак» Тбилиси.
В 1941 году окончил университет. воевал в Таманской дивизии, дошел почти до Берлина. Руководил дивизионным ансамблем песни и танца.
Награждён орденом Отечественной войны II степени (6 ноября 1985).
Окончил Тбилисскую консерваторию (1947—1953) по классу композиции С. В. Бархударяна.
Автор детской оперы «Пир медведя» (1970), детского балета «Рассказ лани» (1970), оперетт, кантат, сюиты (1956), симфонических картинок, дуэтов, романсов, песней, музыки к спектаклям.
Заслуженный деятель искусств Грузинской ССР (1966).
Брат Михаил также футболист.